# Lucius Caesar
Lucius Caesar (n. 29 ianuarie 17 î.Hr., Roma Antică – d. 20 august 2 d.Hr., Marsilia, Franța) a fost un membru al Dinastiei Iulio-Claudiene, nepotul lui Octavianus Augustus, primul Împărat Roman. Fiul lui Marcus Vipsanius Agrippa, cel mai bun prieten al lui Augustus, și al Iuliei, singura fiică a lui Augustus, Lucius a fost adoptat de bunicul său alături de fratele său mai mare, Gaius Caesar. Fiind fii adoptiv ai Împăratului și co-moștenitori ai Imperiului Roman, cei doi păreau să aibă o carieră promițătoare. Lucius, însă, a murit brusc din cauza unei boli în Massillia, Gallia Narbonensis, la 20 august 2 d.Hr., în timp ce mergea înspre Hispania pentru a se întâlni cu trupele locale ale armatei romane.